# Lee Hyori
Dans ce nom, le nom de famille, Lee, précède le nom personnel coréen.
Lee Hyori (coréen : 이효리), également connue sous le nom de Lee Hyo-Ri & Lee Hyo-lee) est une chanteuse sud-coréenne, née le 10 février 1979. Elle commence à chanter avec le girl group Fin.K.L, avant de se lancer dans une carrière solo. Son premier album est un succès et elle remporte plusieurs Daesangs (récompense coréenne du meilleur artiste de l'année). Hyori est une des chanteuses les plus connues de son pays durant les années 2000.

## Débuts
Lee Hyori est membre et leader du groupe de K-pop Fin.K.L de 1998 à 2002. 
Fin.K.L signifie Fine Killing Liberty qui, bizarrement traduit, signifie « les filles qui vont en terminer avec les atteintes à la liberté ». Le nom a été choisi par la maison de disques DSP Entertainment, avant même d'avoir démarré le casting des membres.
 
Lee Hyori, qui deviendra la leader du groupe, du fait de son âge, a été découverte en faisant des photos avec ses copines dans la rue et fut la dernière à rejoindre le groupe, juste avant leur lancement en janvier 1998.
Fin.K.L se lança officiellement le 22 mai 1998 avec le premier single Blue Rain.
Le début était correct en termes de ventes, mais elles ont connu le vrai succès avec leur deuxième single : To My Boyfriend. Il devint le premier d'une longue série de titres à succès.

## Carrière solo
Après le quatrième (et probablement dernier) album de Fin.K.L, Forever, Hyori lance sa carrière solo avec la sortie de son premier album, Stylish E, fin 2003, avec 153000 ventes au compteur.
Lee Hyori joue aussi un des rôles principaux dans la série Three Leaf Clover sur la chaîne sud-coréenne SBS. Sa popularité dans ses diverses activités a finalement été nommée « Hyori syndrome » en Corée du Sud, et les médias coréens ont surnommé 2003, « L'Année de Hyori », en raison de son omniprésence dans l'actualité des stars locales.
Le deuxième album de Hyori Dark Angel sort en février 2006. Il comprend le single Get Ya qui a provoqué une importante polémique. Les compositeurs de ce single ont été accusés d'avoir plagié le morceau Do Somethin' de Britney Spears. Par conséquent, Lee Hyori n'interprète plus ce titre qui est retiré des ondes.
En novembre 2006, Hyori signe un contrat de 2,2 milliards de wons avec M-Net Entertainment et devient la chanteuse la mieux payée en Corée,.
Avant la sortie de son troisième album, Hyori présente plusieurs émissions de variétés dont Time Machine et Happy Together. It's HYORISH sort en juillet 2008. U-Go-Girl, le premier single atteint la première place de nombreux hits parades.
Par la suite, le 13 avril 2010 sorti le quatrième album H-Logic. Malheureusement, assez rapidement des rumeurs concernant l'originalité de ses chansons se sont répandues. Elle fut tout d'abord accusée de plagiat en juin pour sa chanson Bring it Back qui serait une copie à peine dissimulée de la chanson du même nom des Cookie Couture. Par la suite d'autres chansons (au  total 7) furent aussi dénoncées comme plagiat. L'artiste dû alors s'excuser auprès ses fans. Elle n'assura donc pas la promotion de cet album.
Le cinquième album sort le 21 mai 2013 et s'intitule Monochrome. Trois singles seront issus de cet album ; Bad girls, Miss Korea, et Amor Mio.

## Marketing
Hyori a participé à de nombreuses campagnes publicitaires comme pour Samsung, Biotherm Korea, Delmonte, Dove, Adidas.

## Discographie

### Albums studio
| Titre        | Détails de l’album | Meilleures positions | Ventes                   |
| Titre        | Détails de l’album | COR                  | Ventes                   |
| ------------ | --- | -------------------- | ------------------------ |
| Stylish...E  | - Date de sortie : 13 août 2003 - Label : DSP Media - Formats : CD, téléchargement numérique                               | —                    | - COR : plus de 153 590, |
| Dark Angel   | - Date de sortie : 11 février 2006 - Labels : DSP Media, Mnet Media - Formats : Cassette, CD, téléchargement numérique     | —                    | - COR : plus de 100 000  |
| It's Hyorish | - Date de sortie : 24 juin 2008 - Label : Mnet Media - Formats : CD, téléchargement numérique                              | —                    | - COR : plus de 63 000   |
| H-Logic      | - Date de sortie : 8 avril 2010 - Labels : Mnet Media, B2M Entertainment - Formats : CD, téléchargement numérique          | 15                   | - COR : plus de 31 756   |
| Monochrome   | - Date de sortie : 21 mai 2013 - Labels : B2M Entertainment, CJ E&M - Formats : CD, téléchargement numérique               | 4                    | - COR : plus de 16 868   |
| Black        | - Date de sortie : 4 juillet 2017 - Labels : Kiwi Media Group, LOEN Entertainment - Formats : CD, téléchargement numérique | 9                    | - COR : plus de 3 792    |

### Singles
| Titre | Année | Meilleures positions | Meilleures positions | Ventes                         | Album                          |
| Titre | Année | COR                  | COR Hot 100          | Ventes                         | Album                          |
| --- | ----- | -------------------- | -------------------- | ------------------------------ | ------------------------------ |
| "10 Minutes" | 2003  | —                    | NC                   |                                | Stylish                        |
| "Hey Girl" | 2003  | —                    | NC                   |                                | Stylish                        |
| "Remember Me" | 2003  | —                    | NC                   |                                | Stylish                        |
| "Anymotion" (featuring Eric Mun) | 2005  | —                    | NC                   |                                | Hors album                     |
| "Anyclub" (featuring Teddy Park et Kim Ji-eun) | 2005  | —                    | NC                   |                                | Hors album                     |
| "Get Ya!" | 2006  | —                    | NC                   |                                | Dark Angel                     |
| "Shall We Dance?" | 2006  | —                    | NC                   |                                | Dark Angel                     |
| "Straight Up" | 2006  | —                    | NC                   |                                | Dark Angel                     |
| "Anystar" (featuring Lee Joon-gi et Park Bom) | 2006  | —                    | NC                   |                                | Hors album                     |
| "Toc Toc Toc" (톡톡톡; Toktoktok) | 2007  | —                    | NC                   |                                | If in Love... Like Them: OST   |
| "Cat on the Roof" (지붕 위의 고양이; Jibung Wiui Goyangi) | 2008  | —                    | NC                   |                                | Off the Record: Lee Hyori: OST |
| "U-Go-Girl" (featuring Nassun) | 2008  | —                    | NC                   |                                | It's Hyorish                   |
| "Hey Mr. Big" | 2008  | —                    | NC                   |                                | It's Hyorish                   |
| "Pretty" (이뻐요; Ibbeoyo) (featuring Yoon Gun) | 2009  | —                    | NC                   |                                | Hors album                     |
| "As Long as I Love You" (featuring Will Pan) | 2009  | —                    | NC                   |                                | Hors album                     |
| "Swing" (그네; Geune) (featuring Gary de Leessang) | 2010  | 1                    | NC                   | - COR : plus de 1 179 888 (DL) | H-Logic                        |
| "Chitty Chitty Bang Bang" (featuring Ceejay de Freshboyz) | 2010  | 1                    | NC                   | - COR : plus de 2 053 931 (DL) | H-Logic                        |
| "Please Stay Behind" (남아 주세요; Nama Juseyo) | 2011  | 86                   | NC                   | - COR : plus de 90 839 (DL)    | Hors album                     |
| "Remember" (기억해; Gieokhae) | 2011  | 82                   | NC                   | - COR : plus de 151 398 (DL)   | Hors album                     |
| "Miss Korea" (미스코리아; Miskoria) | 2013  | 1                    | 3                    | - COR : plus de 1 030 209 (DL) | Monochrome                     |
| "Bad Girls" | 2013  | 1                    | 1                    | - COR : plus de 910 537 (DL)   | Monochrome                     |
| "Don't Cry" | 2014  | 36                   | NC                   | - COR : plus de 60 067 (DL)    | I Need Romance 3 : OST         |
| "Seoul" | 2017  | 21                   | NC                   | - COR : plus de 125 795        | Black                          |
| "Black" | 2017  | 26                   | NC                   | - COR : plus de 68 301         | Black                          |
| "—" signifie que le titre ne s'est pas classé ou n'est pas sorti dans cette région. Note : le Billboard Korea K-Pop Hot 100 a été introduit en août 2011 et a été discontinu en juillet 2014. |       |                      |                      |                                |                                |

### Clips vidéos
| Titre                     | Année | Réalisateur     |
| ------------------------- | ----- | --------------- |
| "10 Minutes"              | 2003  | Seo Hyeon-seung |
| "Hey Girl"                | 2003  |                 |
| "Anymotion"               | 2005  | Cha Eun-taek    |
| "Anyclub"                 | 2005  | Cha Eun-taek    |
| "Get Ya!"                 | 2006  | Cha Eun-taek    |
| "Shall We Dance?"         | 2006  | Seo Hyeon-seung |
| "Straight Up"             | 2006  |                 |
| "Anystar"                 | 2006  | Cha Eun-taek    |
| "Toc Toc Toc"             | 2007  | Cha Eun-taek    |
| "U-Go-Girl"               | 2008  | Cha Eun-taek    |
| "Hey Mr. Big"             | 2008  | Seo Hyeon-seung |
| "As Long as I Love You"   | 2009  |                 |
| "Swing"                   | 2010  | Cha Eun-taek    |
| "Chitty Chitty Bang Bang" | 2010  | Cha Eun-taek    |
| "Miss Korea"              | 2013  | Cha Eun-taek    |
| "Bad Girls"               | 2013  | Cha Eun-taek    |
| "Amor Mio"                | 2013  |                 |
| "Going Crazy"             | 2013  |                 |
| "Seoul"                   | 2017  | Lumpens         |
| "Black"                   | 2017  | Lumpens         |